# ムスタファ・ハッジ
ムスタファ・ハッジ（アラビア語: مصطفى حاجي muṣṭafā ḥāǧī, ラテン文字: Mustapha Hadji, 1971年11月16日 - ）は、モロッコ・イフラネ出身のサッカー選手、サッカー指導者。ポジションは攻撃的MF。

## 経歴
モロッコ生まれだが幼い頃にフランスに移住し、フランスの年代別代表にも選出されていたが、モロッコ代表を選択。1998年にはアフリカ年間最優秀選手賞にも輝いた。
弟のユースフ・ハッジもサッカー選手で、モロッコ代表として活躍する。

## 代表歴

### 出場大会
- モロッコ代表
  - 1994年 - ワールドカップアメリカ大会
  - 1998年 - ワールドカップフランス大会

### 試合数
- 国際Aマッチ 64試合 12得点（1993年-2002年）[1]

| モロッコ代表 | 国際Aマッチ | 国際Aマッチ |
| 年           | 出場        | 得点        |
| ------------ | ----------- | ----------- |
| 1993         | 1           | 0           |
| 1994         | 8           | 0           |
| 1995         | 2           | 1           |
| 1996         | 6           | 1           |
| 1997         | 10          | 1           |
| 1998         | 11          | 4           |
| 1999         | 9           | 3           |
| 2000         | 9           | 1           |
| 2001         | 7           | 1           |
| 2002         | 1           | 0           |
| 通算         | 64          | 12          |

## 個人タイトル
- 1998年 アフリカ年間最優秀選手賞 (CAF)